# Spittal an der Drau

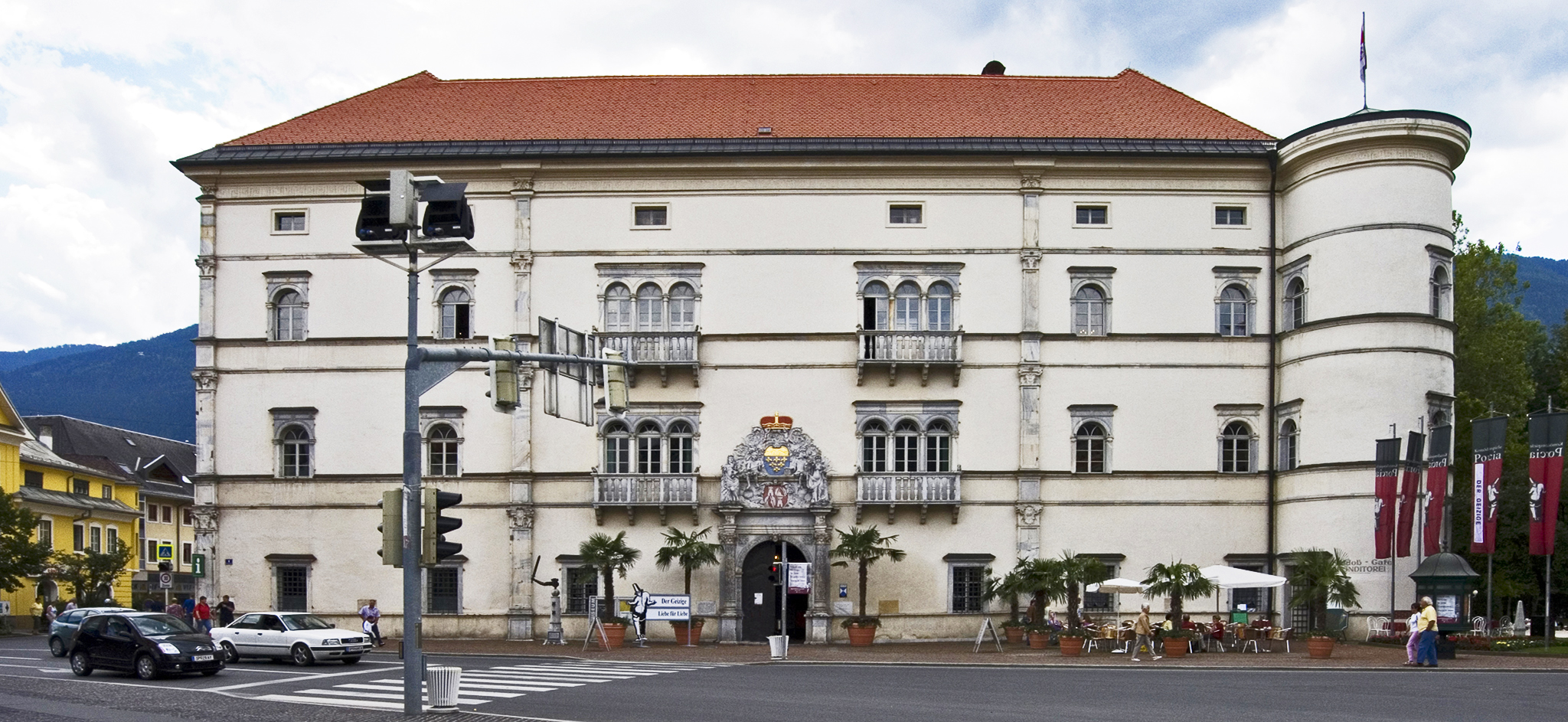
Slottet Porcia.

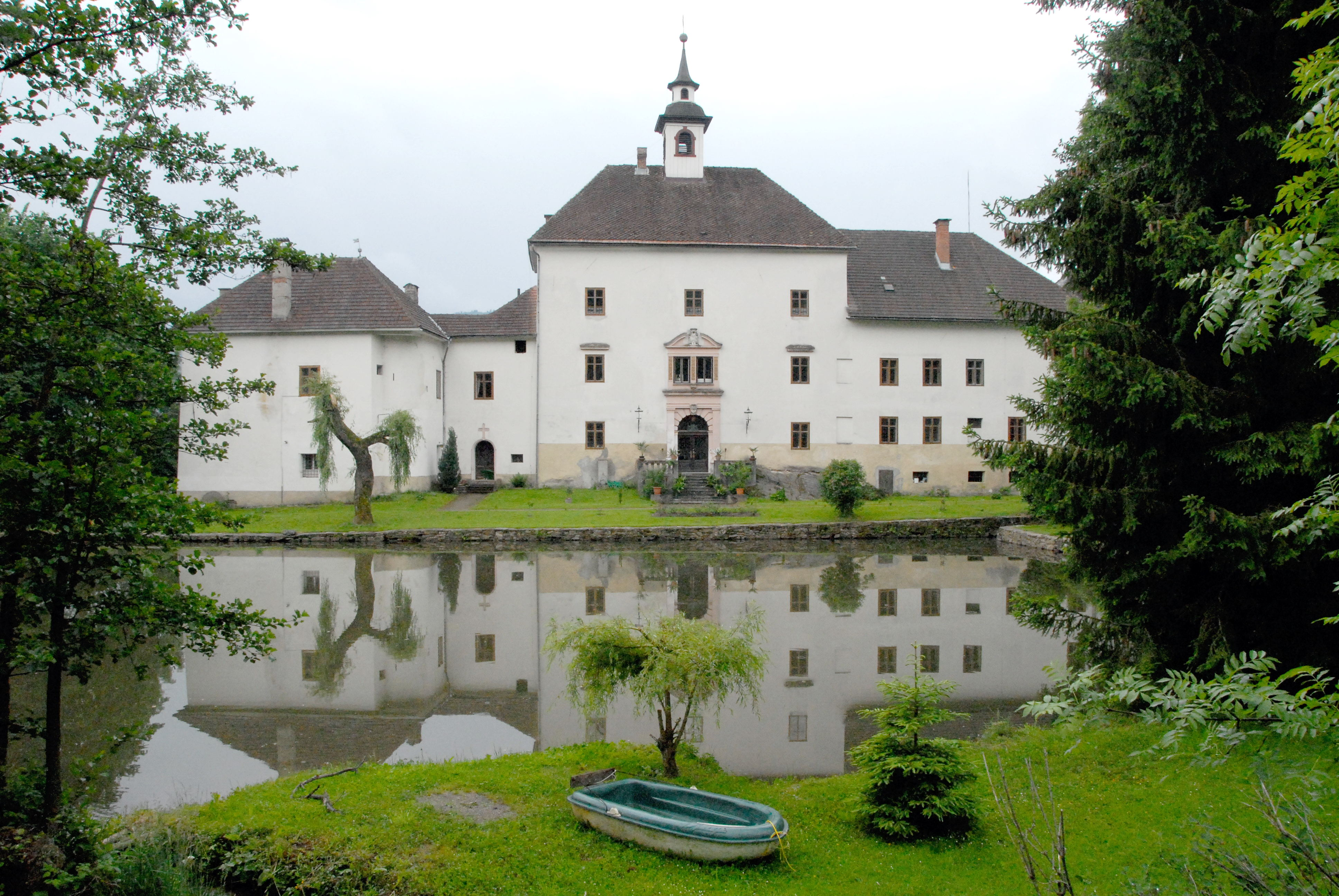
Slottet Rothenturm.

Spittal an der Drau är en stadskommun i det österrikiska förbundslandet Kärnten. Staden är belägen i mellersta Kärnten vid floden Drau. Spittal an der Drau är huvudort i distriktet med samma namn.  Kommunen har 15 269 invånare (2024). 

## Historia
1191 grundade greve Otto II av Ortenburg och hans bror ärkediakon Hermann I av Ortenburg ett hospital nära dagens stadskyrka. Hospitalet skulle ta hand om pilgrimer på väg söderut. Ett samhälle utvecklades som fick sitt namn efter hospitalet.
1242 upphöjdes Spittal till köping. Det för trafiken fördelaktiga läget vid mynningen av floderna Möll och Lieser i Drau, rätten att uppbära vägtullar och flottningsrättigheterna på Drau ledde till ett ekonomiskt uppsving för orten. 1324 omnämns köpingen som säte för en lagman. 1403 fick Spittal rättigheter att hålla marknad fyra gånger om året och att ha en veckomarknad. 1408 fick köpingen ensamrätten för flottningen på floden Drau och för järntransporten från Gmünd. Redan 1335 hade Habsburgarna fått hertigdömet Kärnten och 1418 fick de också grevskapet Ortenburg med Spittal.
År 1478 skövlades orten av osmanska trupper, och under de följande årtionden ledde fejder, bonderesningar och kriget med Ungerns kung Matthias Corvinus till nedgång. 1522 slutligen brann orten ner.
1524 fick ärkehertig Ferdinand av Österrikes hovkansler Gabriel av Salamanca grevskapet Ortenburg i förläning. Han inledde byggandet av slottet Porcia i renässansstil som har sitt namn efter ätten Porcia som övertog egendomen 1662.
På 1700-talet upplevde Spittal sin andra blomstringstid till följd av järnindustrins utveckling. Denna tid slutade 1797 när Spittal brann ner under koalitionskrigen. Även 1809 kom det till strider mellan österrikiska och franska trupper nära Spittal. I freden i Schönbrunn 1809 tillföll övre Kärnten och Östtyrolen Frankrike, och Spittal ingick i den franska provinsen Illyrien. Efter Napoleon I:s fall kom övre Kärnten tillbaka till Österrike.
Under motståndet mot den jugoslaviska ockupationen av södra Kärnten efter första världskriget 1919 var Spittal säte för delstatens regering. Till åminnelse av det upphöjdes Spittal till stad år 1930.

## Stadsbild och sevärdheter
- Husen runt torget är i sin kärna från 1500-talet.
- Slottet Porcia inrymmer bl.a. ett museum för folkkultur. På sommaren spelas det teater i innergården.
- Stadspalatset Khevenhüller är idag Spittals rådhus
- Slottet Rothenturm

## Orter
Kommunen består av 27 orter (Ortschaften) (inom parentes invånarantal 1 januari 2024):

- Aich (64)
- Aichforst (144)
- Baldersdorf (95)
- Brodbrenten (34)
- Burgbichl (16)
- Edling (52)
- Großegg (64)
- Kleinegg (25)
- Kleinsaß (18)
- Krieselsdorf (48)
- Molzbichl (220)
- Neuolsach (174)
- Nußdorf (50)
- Oberamlach (173)
- Oberdorf (24)
- Oberzmöln (9)
- Olsach (236)
- Rothenthurn (345)
- St. Peter (168)
- St. Sigmund (44)
- Schwarzenbach (114)
- Spittal an der Drau (12 710)
- Tangern (33)
- Unteramlach (251)
- Unterzmöln (2)
- Winkl (59)
- Zgurn (97)

## Näringsliv
Spittal an der Drau är service- och turistort.

## Kommunikationer
Stadens järnvägsstation, Spittal-Millstättersee, ligger vid Drautalbanan (Maribor/Slovenien – Kärnten – San Candido/Italien) och Tauernbanan från Schwarzach-Sankt Veit).
Vid Spittal an der Drau möts motorvägen A 10 och vägarna B100 (Villach – Lienz – Italien) och B99 (Spittal – Bischofshofen).

## Kända personer födda i Spittal an der Drau
- Thomas Morgenstern, backhoppare

## Vänorter
- Löhne, Tyskland
- Pordenone, Italien
- Porcia, Italien